# Casa da Escada Colorida
A Casa da Escada Colorida é um espaço independente de arte localizada na Escadaria Selarón que abriga programas de desenvolvimento artístico, pesquisa e exposições. O espaço foi fundando em 2019, com o 1º ciclo de uma residência artística e a exposição "Quem Sobe Essa Escada?", com os artistas Rafael Adorján, Carlos Contente e Ana Klaus. Atualmente, o espaço promove programas de residência artística, residência de curadoria e acompanhamento crítico.

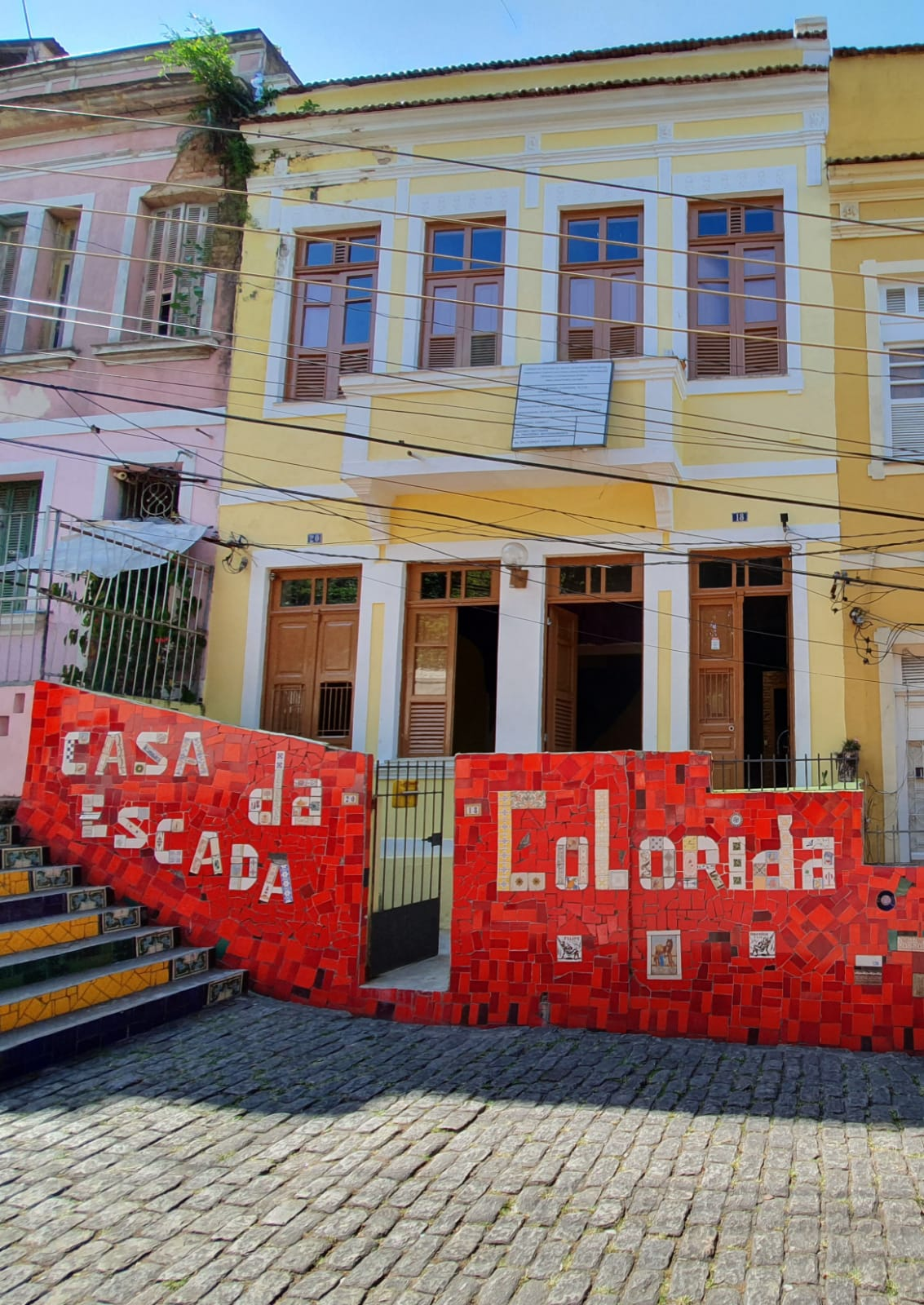
Casa da Escada Colorida - Escadaria Selarón -Rio

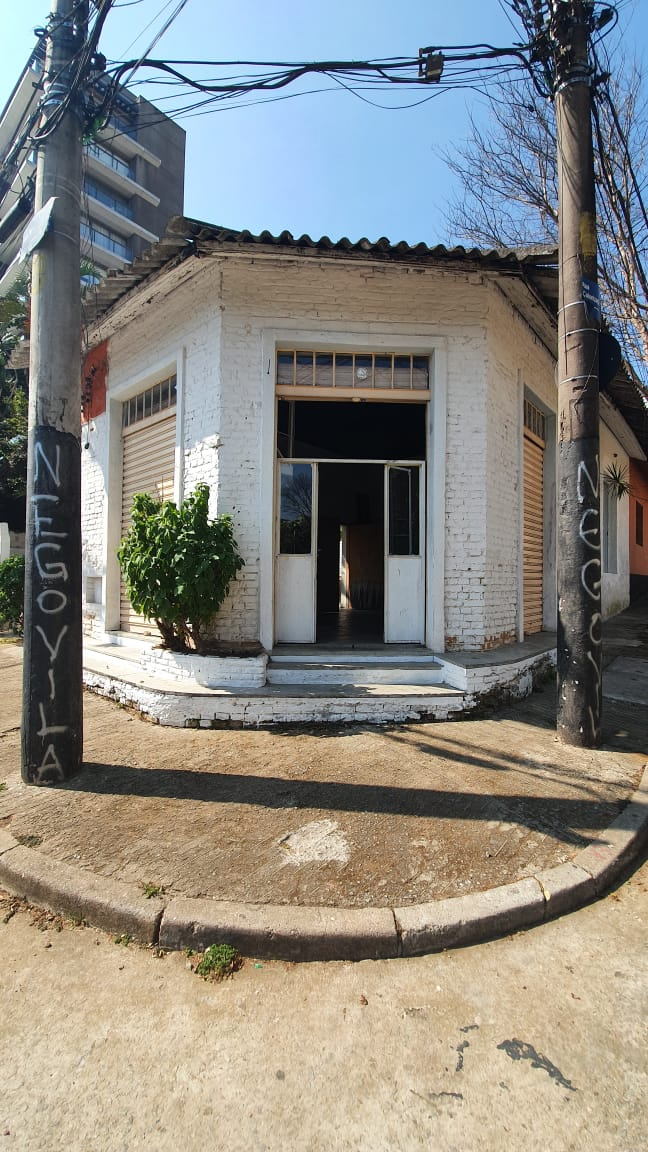
Casa da Escada na Vila Madalena-SP

Em 2022 a Casa da Escada Colorida lançou uma unidade em São Paulo, Vila Madalena, que abriga um programa de residência artística presencial. O espaço é gerido de forma colaborativa com A Casa Aberta, espaço cultural e ateliê.

## Exposições
| Nome                                  | Ano  | Artistas | Curadores |
| ------------------------------------- | ---- | --- | --- |
| Quem Sobe Essa Escada                 | 2019 | Ana Klaus, Carlos Contente, Rafael Adorján | Camila Pinho Rachel Balassiano |
| Pro Tempo Levar                       | 2020 | Allan Pinheiro, Alexandre Nietzsche, Bruno Debize, Clara Machado, Laura Escada, Isabela Bueno, Jackson das Couves, Pedro Basile, Tally Warszawski                                   | Carla Oliveira |
| o que o tempo faz com quem te habita. | 2020 | Cibele Nogueira, Clara Machado, Daniela Granja, Lara Ovídio, Maria Baigur, Nau Vegar, Paula Turmina, Pedro Carneiro, Raphael Couto, Rodrigo Pinheiro, Sabrina Collares              | Bernardo Bazani Bia Petrus |
| Pendulo                               | 2021 | Cibele Nogueira, Clara Machado, Daniela Granja, Gabriela Noujaim, Lara Ovídio, Maria Baigur, Nau Vegar, Paula Turmina, Pedro Carneiro, Raphael Couto                                | Bernardo Bazani Bia Petrus |
| Operar (n)o Caos                      | 2021 | Alexandre Paes, Allan Pinheiro, Amauri, Bruna Alcantara, Carlos Matos, Graziella Bonisolo, Hebert Amorim, Lucas Botelho, Luiz Martins, Luiza Furtado, Racquel Fontenele, Sofia Skma | Bernardo Bazani Bia Petrus |
| Entre Ossos e Sonhos                  | 2021 | Crystal Duarte, Diana Sandes, Gabriel Pessoto, Juliana Ronchesel, Lua Barbosa, Luiz Sisinno, Martin Ogolter, Raíssa Jalkh, Richard Hoey, Tuca Mello                                 | Pollyana Quintella |
| Dobras                                | 2021 | Arorá Alves, Amanda Coimbra, Bianca Madruga, Clarisse Veiga, Fel Barros, Marcelo Albagli, Matheus Veraschin, Sofia Skimma e Tomaz Silva                                             | Curada pelo programa de Residência de Curadoria, facilitado por Fernanda Lopes: Danniel Tostes, Gisele Andrade, Nathalia Cipriano, Paula Peregrina, Rachel Balassiano, Rafael Amorim, Rayssa Veríssimo, Renato Menezes, Roberta Ristow |
| Como Não Subir Uma Escada             | 2021 | Alexandre Paes, Allan Pinheiro, Amauri, Bruna Alcantara, Carlos Matos, Graziella Bonisolo, Hebert Amorim, Lucas Botelho, Luiz Martins, Luiza Furtado, Racquel Fontenele, Sofia Skma | Curada pelo programa de Residência de Curadoria, facilitado por Fernanda Lopes: Bia Coslovsky, Caroline Fucci, Edmar Guirra, Isabelle Baroni, Napê Rocha, Raquel Vieira                                                                |
| Coleção de Pedras Vivas               | 2022 | Arorá, Amanda Coimbra, Bianca Madruga, Clarisse Veiga, Marcelo Albagli, Matheus Veraschin, Sofia Skimma e Tomaz Silva                                                               | Expo Auto-curada |
| Nas Rugas do Tempo                    | 2022 | Aline Beatriz, André Felipe Cardoso, Bete Esteves, Carolina Amorim, Karim Elwasiaa, Lucas Emanuel, Marcia Poppe, Marina Lattuca, Messias Souza, Thiago Modesto                      | Pedro Caetano Eboli |
| Para Além da Orelha Tem um Som        | 2022 | Ambulante Cultural, Aren Gallo, Cibele Nogueira, Diana Serrão, Lucas Ribeiro, Lucrecia L., Pek0, Ricardo De Carli, viníciux da silva                                                | Daniela Avellar |
| Cartografias da Impermanência         | 2022 | Gustavo Aragoni, João Munhoz, Marta Monteiro, Nlaisa Luciano, Pricila Saulus, Rodrigo Pinheiro, Rose Aguiar, Sandra Crivellaro, Victor Curi                                         | Pedro Eboli |
| Aqui Onde Agora Está                  | 2022 | Amanda e Isadora, Ana Clara Vendramini, Claudia Costa, Gabriela Tenenbaum, Isadora Maia, Maíra Matos, Mery Horta, Saulo Martins, William Araújo                                     | Fernanda Lopes |